# Jean George Auriol
Pour les articles homonymes, voir Auriol.
Jean-Georges Huyot, dit Jean George Auriol, est un critique de cinéma et scénariste français né le 8 janvier 1907 dans le 18e arrondissement de Paris et mort le 2 avril 1950 à Chartres.
Il est le fils du poète et illustrateur Jean-Georges Huyot dit George Auriol (1863-1938).

## Biographie
Jean George Auriol fonde en 1928 la revue mensuelle Du cinéma qui devient en octobre 1929 (no 4) la Revue du cinéma. Vingt-neuf numéros sont publiés, avec au sommaire André Gide, Marcel Aymé, Robert Aron, Jacques Brunius, Louis Chavance, Paul Gilson... Mais la revue s'arrête en 1932. Auriol devient alors scénariste, notamment pour Marcel L'Herbier.
La Revue du cinéma reparaît en 1946 chez Gallimard, toujours sous la direction d'Auriol, avec entre autres André Bazin et Jacques Doniol-Valcroze. Sa publication cesse définitivement en octobre 1949, avec le no 20. En 1951, plusieurs de ses anciens collaborateurs, emmenés par Jacques Doniol-Valcroze, créent les Cahiers du cinéma, revue dédiée à la mémoire d'Auriol mort dans un accident de voiture l'année précédente.
C'est lui qui a défini le cinéma comme "l'art de faire faire de jolies choses à de jolies femmes", une formule reprise par François Truffaut (à qui on l'attribue souvent par erreur).

## Filmographie
(en tant que scénariste)
- 1933 : Le Fakir du Grand Hôtel de Pierre Billon
- 1933 : L'Épervier de Marcel L'Herbier
- 1934 : Les Filles de la concierge de Jacques Tourneur
- 1934 : Lac aux dames de Marc Allégret
- 1935 : Divine de Max Ophüls (découpage)
- 1937 : Forfaiture de Marcel L'Herbier
- 1938 : Adrienne Lecouvreur de Marcel L'Herbier
- 1938 : Terre de feu de Marcel L'Herbier
- 1939 : Terra di fuoco de Giorgio Ferroni et Marcel L'Herbier - version italienne du précédent
- 1939 : Angélica de Jean Choux
- 1939 : Napoli che non muore d'Amleto Palermi
- 1940 : Validità giorni dieci de Camillo Mastrocinque
- 1943 : L'Honorable Catherine de Marcel L'Herbier
- 1943 : L'Homme sans nom de Léon Mathot
- 1944 : Le Carrefour des enfants perdus de Léo Joannon
- 1948 : Une grande fille toute simple de Jacques Manuel
- 1949 : Fabiola d'Alessandro Blasetti
- 1950 : Ce siècle a cinquante ans de Denise Tual (commentaire)